# Dommartin-sous-Hans

Dommartin-sous-Hans este o comună în departamentul Marne, Franța. În 2009 avea o populație de 52 de locuitori.